# Salaspils
Salaspils (łot. „wyspiarska twierdza”, sala=wyspa, pils=twierdza; do 1917 roku niem. Kirchholm) – miasto na Łotwie oddalone o 18 km na południowy wschód od Rygi. Jego obecna nazwa, wprowadzona w 1917 r., pochodzi od położonej na pobliskiej wyspie twierdzy.

## Geografia
Miasto Salaspils leży na prawym brzegu Dźwiny w powiecie Ryga. Jego całkowita powierzchnia wynosi 115 km², z czego 12 km² (10,4%) to teren zabudowany, 15,8% zajmuje zbiornik elektrowni wodnej, 30% lasy, a 32,5% łąki i pola uprawne. Liczba mieszkańców wynosiła w 2000 r. 21 tys. Pobliskie miasta to leżące w wyższym biegu rzeki Ikšķile i Ogre, i na południe Baldone.
Znajdują tu się stacja kolejowa Salaspils, położona na linii Ryga - Dyneburg.

## Historia
Pierwsze wzmianki o Kircholmie pochodzą z 1186. W polskiej historii miejscowość jest upamiętniona zwycięską bitwą, 27 września 1605 roku, wojsk Korony Polskiej i Wielkiego Księstwa Litewskiego przy udziale sił Księstwa Kurlandii dowodzonych przez hetmana polnego litewskiego Jana Karola Chodkiewicza, nad wojskami szwedzkimi dowodzonymi przez Karola IX.
W latach 1941–1944 w Salaspils mieścił się niemiecki obóz koncentracyjny, przez który przewinęło się około 23 tysiące ludzi. Liczbę ofiar śmiertelnych szacuje się na około 3 tysiące (wliczając Żydów zmarłych przy jego budowie).

## Pomnik Bitwy pod Kircholmem

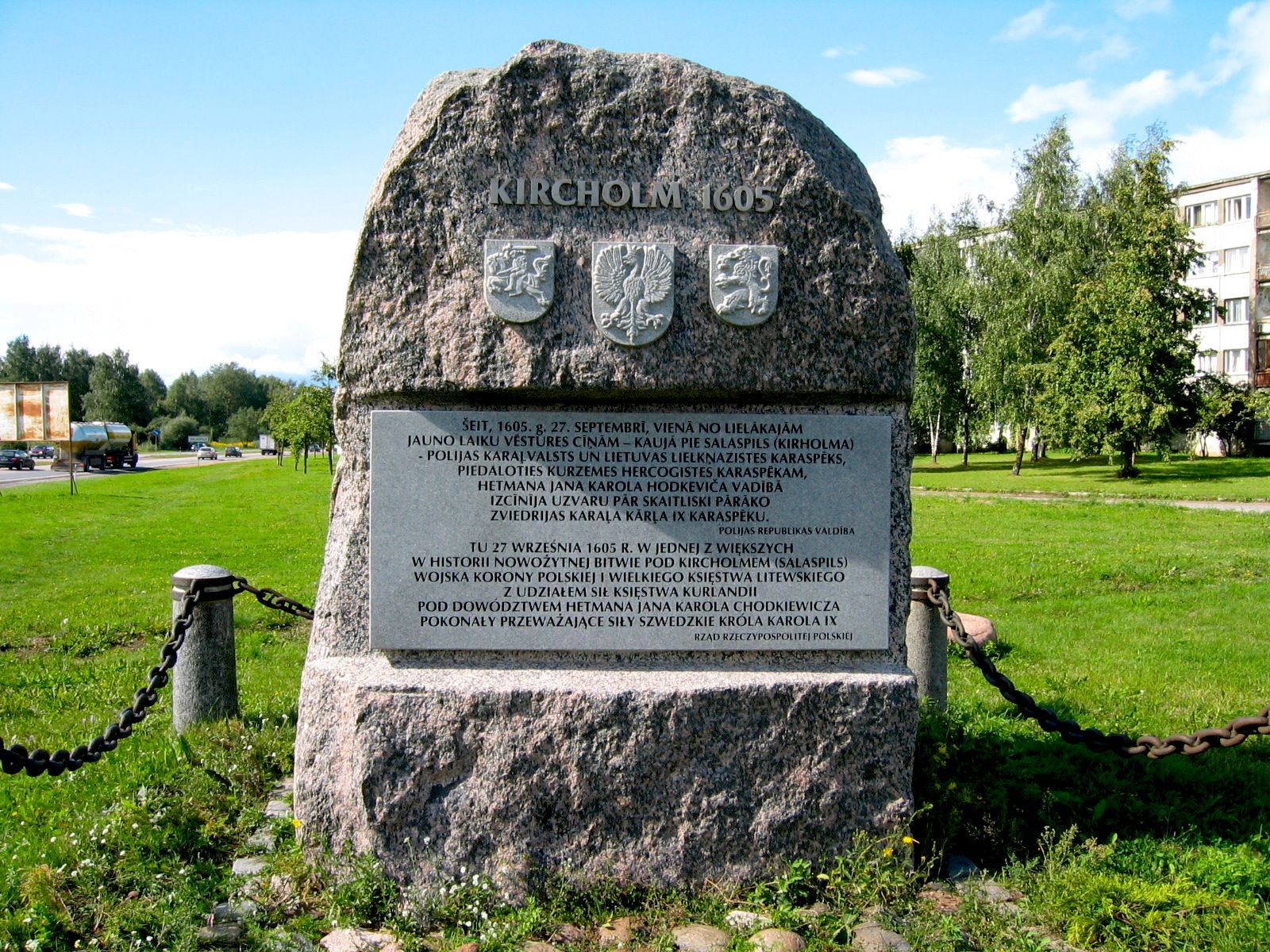
Pomnik bitwy pod Kircholmem z napisami łotewskim i polskim oraz herbami Litwy, Polski i Kurlandii

Pomnik Bitwy pod Kircholmem w obecnym Salapsils znajduje się przy drodze A6 (E77) na trawniku na skraju miasta w pobliżu skrzyżowania ulic Ķesterciema iela i Kalnu iela (współrzędne GPS: 56°50.99364′N, 24°20.63268′E). Przed pomnikiem mały parking z wjazdem z A6 tylko z pasa w kierunku Rygi. Jadąc A6 od Rygi należy zawrócić ok. 700 m za pomnikiem. Po przeciwnej stronie drogi wysoki betonowy komin jako punkt orientacyjny. Wzdłuż A6 na tym odcinku jest wysoki wał ziemny zbiornika wodnego na Dźwinie.
Po drugiej stronie drogi A6, blisko stacji benzynowej Neste Oil (współrzędne GPS: 56°51.04740′N, 024°20.07318′E), znajduje się kamień z następującym napisem po łotewsku: „Te 1605.g.27.IX vidzemnieks Henrihs Vrede, ziedojot sevi, izglāba Zviedrijas ķēniņa Kārļa IX dzīvību, bet 9000 ķēniņa karavīru krita kaujas laukā.” (Tutaj 27.IX.1605 poświęcając siebie inflancki szlachcic Henryk Wrede oddał konia szwedzkiemu królowi Karolowi IX ratując mu życie, ale na polu bitwy zginęło 9000 żołnierzy królewskich).

## Miasta partnerskie
- Finspång
- Finsterwalde
- Dzierzgoń